# Токио (аэропорт)
Междунаро́дный аэропо́рт То́кио (яп. 東京国際空港 То:кё: кокусай ку:ко:) (ИАТА: HND, ИКАО: RJTT), расположенный в специальном районе Ота, Токио, Япония — один из двух крупнейших аэропортов, обслуживающих Большой Токио. Носит также название Аэропорт Ханэда (яп. 羽田空港 Ханэда ку:ко:).
Ханэда первоначально был основным аэропортом региона Токио, однако сегодня он разделяет эту роль с Международным аэропортом Нарита. Ханэда принимает почти все внутренние рейсы в и из Токио, в то время как Нарита принимает почти все международные рейсы. В последние годы, однако, международное сообщение из Ханэды расширилось за счёт «регулярных чартеров» в Сеул (Южная Корея), Шанхай (Китай) и Гонконг (Китай). Японский парламент планирует увеличить количество международных рейсов в будущем, а также увеличить количество региональных рейсов и чартерных рейсов в непиковые часы.
Аэропорт Ханэда обслужил 79,7 млн пассажиров в 2016 году. По пассажирообороту это третий аэропорт Азии и пятый в мире. Ханэда — главная база двух крупных японских авиакомпаний, Japan Airlines и All Nippon Airways, а также лоу-кост авиакомпаний Hokkaido International Airlines и Skymark Airlines.
В 2020 году аэропорт был удостоен награды Skytrax World Airport Awards как самый лучший среди аэропортов мира с годовым пассажиропотоком свыше 70 миллионов человек, также занял вторую позицию в ТОП-10 аэропортов мира.

## История

### Международная эра
Аэродром Ханэда (яп. 羽田飛行場 Ханэда хико:дзё:) впервые был открыт в 1931 году на небольшом участке земли у залива в южной части современного комплекса аэропорта. До строительства аэропорта Ханеда район, где сейчас находится аэропорт Ханеда, был процветающим курортом, центром которого было святилище Анамори Инари, а основным аэропортом Токио был аэродром Татикава. Ханэда был крупнейшим аэропортом Японии со времени его открытия и принял базировавшего ранее на военной авиабазе в Татикава флагманского перевозчика Japan Air Transport. В 1930-е из Ханэда отправлялись рейсы в разные города Японии, Кореи и Маньчжурии. В 1939 году первая взлётно-посадочная полоса аэродрома была продлена до 800 метров а вторая, также длиной 800 метров, была построена.

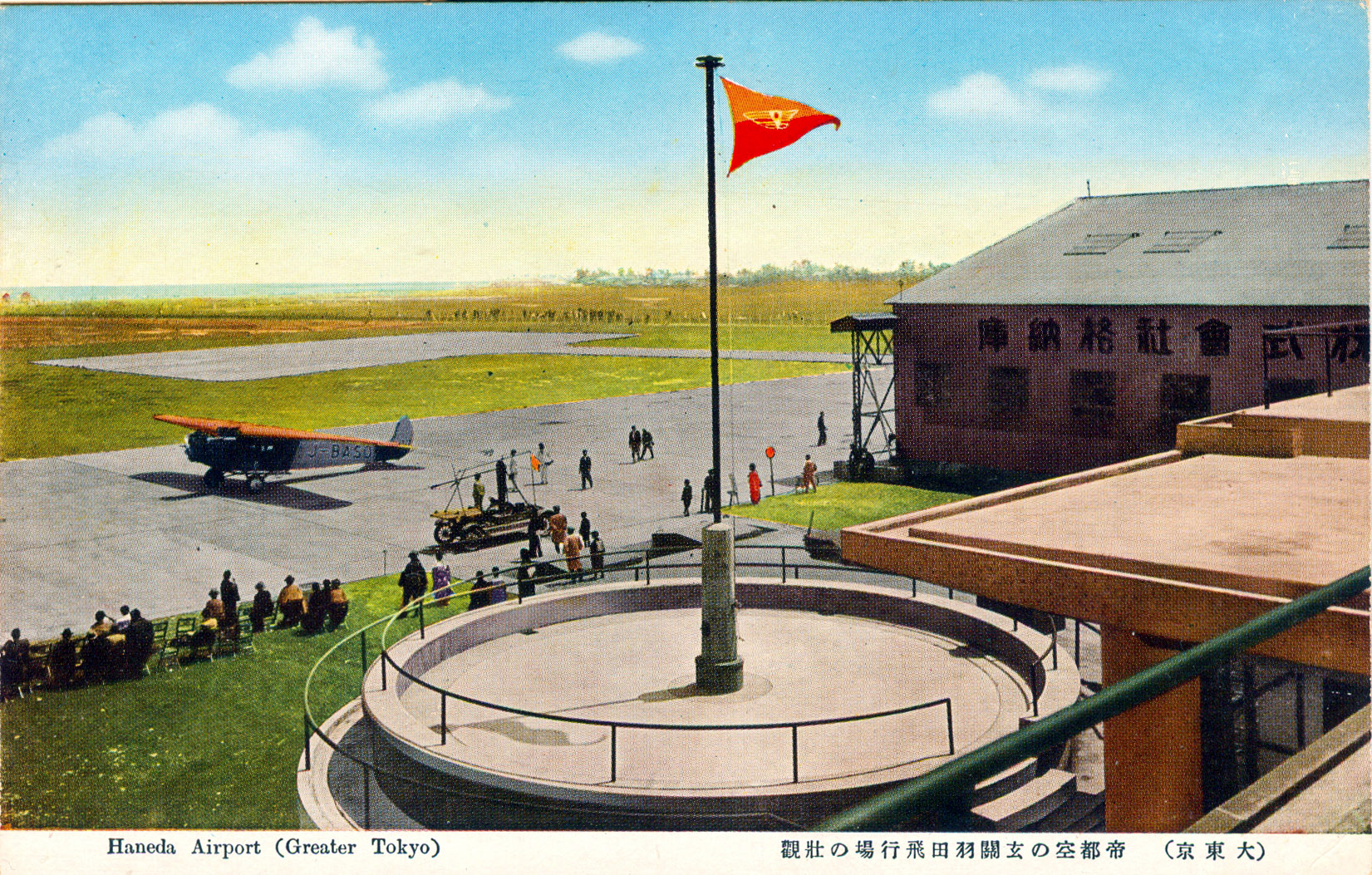
Лётное поле Ханэда в 1937 году

В 1945 оккупационные войска США заняли аэропорт, переименовав его в Армейскую авиабазу Ханэда. Военные выселили многих местных жителей, чтобы расчистить место для строительства, в том числе для увеличения одной взлётно-посадочной полосы до 1650 метров, а второй — до 2100 метров. В качестве военной базы Ханэда принял первые международные рейсы в 1947 году, когда Northwest Orient Airlines (современные Northwest Airlines) начали регулярные рейсы в США, Китай, Южную Корею и Филиппины. Japan Airlines начали свои первые внутренние рейсы из Ханэды в 1951 году. Американские войска передали часть базы Японии в 1952 году; эта часть стала известна как Международный аэропорт Токио. Остальная часть авиабазы была возвращена Японии в 1958 году.
Европейские перевозчики начали выполнять рейсы в Ханэду в 1950-х; BOAC на de Havilland Comet стала совершать рейсы в Лондон южным маршрутом в 1952 году, и SAS на DC-7 рейсы в Копенгаген через Анкоридж открыла в 1957 году. JAL и Аэрофлот начали совместные рейсы из Ханэды в Москву в 1967 году. Другие авиакомпании, появившиеся в Ханэде в этот период — Pan Am, Sabena, Swissair, Canadian Pacific Airlines, Cathay Pacific Airways и Air Siam. Pan Am и Northwest Orient стали использовать Ханэду в качестве азиатского регионального хаба.
Курсо-глиссадная система в Ханэде начала функционировать в 1961 году.
Токийский монорельс соединил Ханэду с центральным Токио в 1964 году, к открытию Олимпиады в Токио. В течение 1964 года Япония также сняла ограничения на перемещения своих граждан, что привело к увеличению пассажиропотока. Новая взлётно-посадочная полоса и международный терминал были построены в 1970 году, однако спрос на перевозки продолжал расти.
Правительство ожидало такой рост ещё с начала 1960-х. Правительство полагало, что дальнейшее расширение Ханэды будет неразумным в связи с высокой стоимостью и техническими проблемами, связанными с крупным проектом утилизации мусора в Токийском заливе. Вместо этого было принято решение о строительстве нового аэропорта в Токио для приёма международных рейсов. В 1978 году был открыт Новый международный аэропорт Токио (сегодня Международный аэропорт Нарита), который в итоге стал принимать почти все международные рейсы в Большом Токио, и Ханэда стал внутренним аэропортом.

### Эра внутренних перевозок

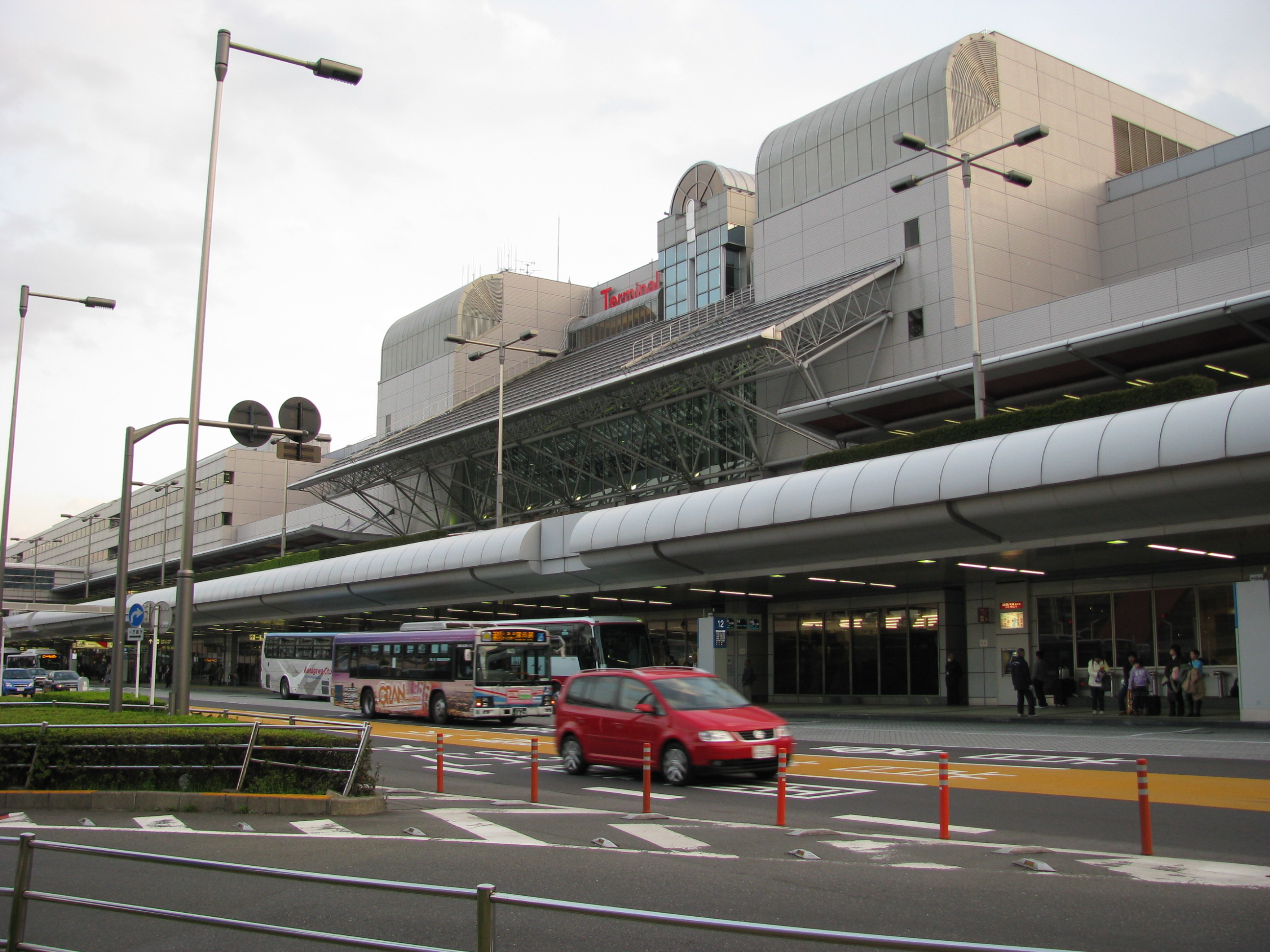
Терминал 1, строительство которого было завершено в 1993 году, сегодня база JAL и Skymark

Терминал 2, строительство которого было завершено в 2004 году, сегодня база ANA и Air Do.

В то время как международные рейсы были переведены из Ханэда в Нарита в 1978 году, авиакомпании, базировавшиеся на Тайване, многие годы продолжали использовать аэропорт Ханэда в связи с конфликтом между КНР и Тайванем. China Airlines осуществляла рейсы в Тайбэй и Гонолулу из Ханэда; второй авиаперевозчик Тайваня, EVA Air, стал частью CAL в Ханэда в 1989 году.
Тайваньские рейсы были переведены в Нарита в 2002 году, а рейс Ханэда-Гонолулу отменен. В 2003 году JAL, ANA, KAL и Asiana начали осуществлять «регулярные чартерные» рейсы в аэропорт Гимпо недалеко от Сеула.
Несмотря на то, что Министерство транспорта зарезервировало для развития аэропорта Ханэда часть Токийского залива под создание насыпи, токийские городские власти стали использовать эту территорию для сброса мусора, таким образом образовался насыпной участок суши, который мог использоваться для расширения аэропорта. В июле 1988 года на этом участке была открыта новая взлётно-посадочная полоса. В сентябре 1993 года старый терминал аэропорта был заменён новым Западным пассажирским терминалом, получившим название «Большая птица», который был построен дальше на насыпном участке. Строительство двух новых взлётно-посадочных полос было завершено в марте 1997 года и марте 2000 года. В 2004 году был открыт Терминал 2 для авиакомпаний ANA и Air Do; Терминал 1993 года, сегодня известный как Терминал 1, стал базой для JAL, Skymark и Skynet Asia Airways.
В октябре 2006 Премьер-министр Японии Синдзо Абэ и китайский Премьер Вэнь Цзябао достигли неофициальной договорённости о начале двухсторонних переговоров об осуществлении рейсов между аэропортами Ханэда и аэропортом Шанхая Хунцяо. 25 июня 2007 года два правительства заключили договор о рейсах Ханэда-Хунцяо с октября 2007.
В июне 2007 года Ханэда получил право обслуживать пассажиров, вылетающих с 20:30 по 23:00 и прибывающих с 6:00 по 8:30. Аэропорт может принимать и отправлять рейсы с 23:00 по 6:00.

### Развитие аэропорта в 2010-х годах

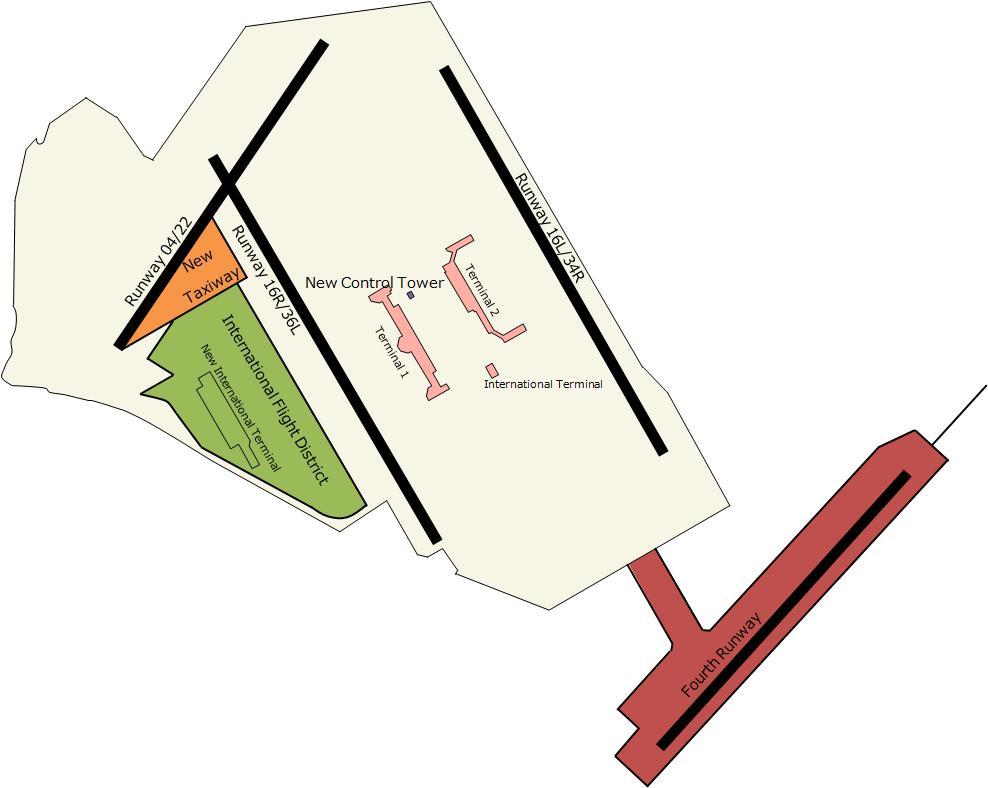
План расположения четвёртой взлётно-посадочной полосы

Строительство третьего терминала для международных рейсов было закончено в октябре 2010 года. Средства на строительство пятиэтажного здания терминала и паркинга на 2300 автомобилей финансировались за счёт Private Finance Initiative, доходов от магазинов беспошлинной торговли и платы за пользование объектами в размере 2000 иен за пассажира. В новом терминале размещены станции Токийского монорельса и Линии Аэропорт (Кэйкю). Неподалёку размещены грузовые мощности для международных перевозок.
Четвёртая взлётно-посадочная полоса была построена к 2010 году югу от лётного поля. Эта взлётно-посадочная полоса увеличила пропускную способность Ханеды с 285 000 взлётов-посадок до 407 000 взлётов-посадок в год, позволив как увеличить частоты на существующих маршрутах, так и открыть новые назначения.
После открытия новой взлётно-посадочной полосы Ханэда были созданы дополнительные слоты на 60 000 дополнительных рейсов в год (30 000 дневных и 30 000 в ночное время и ранние утренние часы). Министерство транспорта первоначально планировало открыть некоторое количество слотов на международные рейсы длиной до 1947 км (расстояние до аэропорта Исигаки, самый длинный рейс из аэропорта Ханэда). Среди них — все рейсы в Корею, в восточный и западный Китай (включая Шанхай, Циндао, Далянь и Харбин, но не включая Пекин), а также на Дальний Восток России (включая Владивосток и Сахалин). Тем не менее, в мае 2008 было объявлено о либерализации политики полётов, что позволяет аэропорту осуществлять любые рейсы в промежутке с 23:00 до 6:00.

### Авиакатастрофы и происшествия
- 30 июля 1971 года: самолёт, выполняющий рейс 58 авиакомпании All Nippon Airways из Титосэ в Ханэда, столкнулся с истребителем. Все на борту погибли.
- 9 февраля 1982 года: самолёт, выполняющий рейс 350 авиакомпании Japan Airlines, потерпел крушение недалеко от аэропорта по причине неадекватных действий пилота. 24 из 174 человек, находящихся на борту, погибли.
- 12 августа 1985 года: самолёт рейса 123 авиакомпании Japan Airlines, направлявшийся в Международный аэропорт Осака, потерял управление и врезался в гору после взлёта из Ханэда; погибло 520 из 524 человек на борту; это одна из крупнейших катастроф по количеству жертв.
- 23 июля 1999 года: самолёт, выполняющий рейс 61 авиакомпании All Nippon Airways был захвачен вскоре после взлёта. Террорист убил пилота прежде, чем был обезврежен; самолет приземлился благополучно.
- 2 января 2024 года: самолёт Airbus A350 XWB, выполнявший рейс JL516 авиакомпании Japan Airlines при заходе на посадку столкнулся с самолётом DHC-8-315 Dash 8 береговой охраны Японии. Погибло 5 членов экипажа самолёта DHC-8.

## Терминалы, авиакомпании и назначения

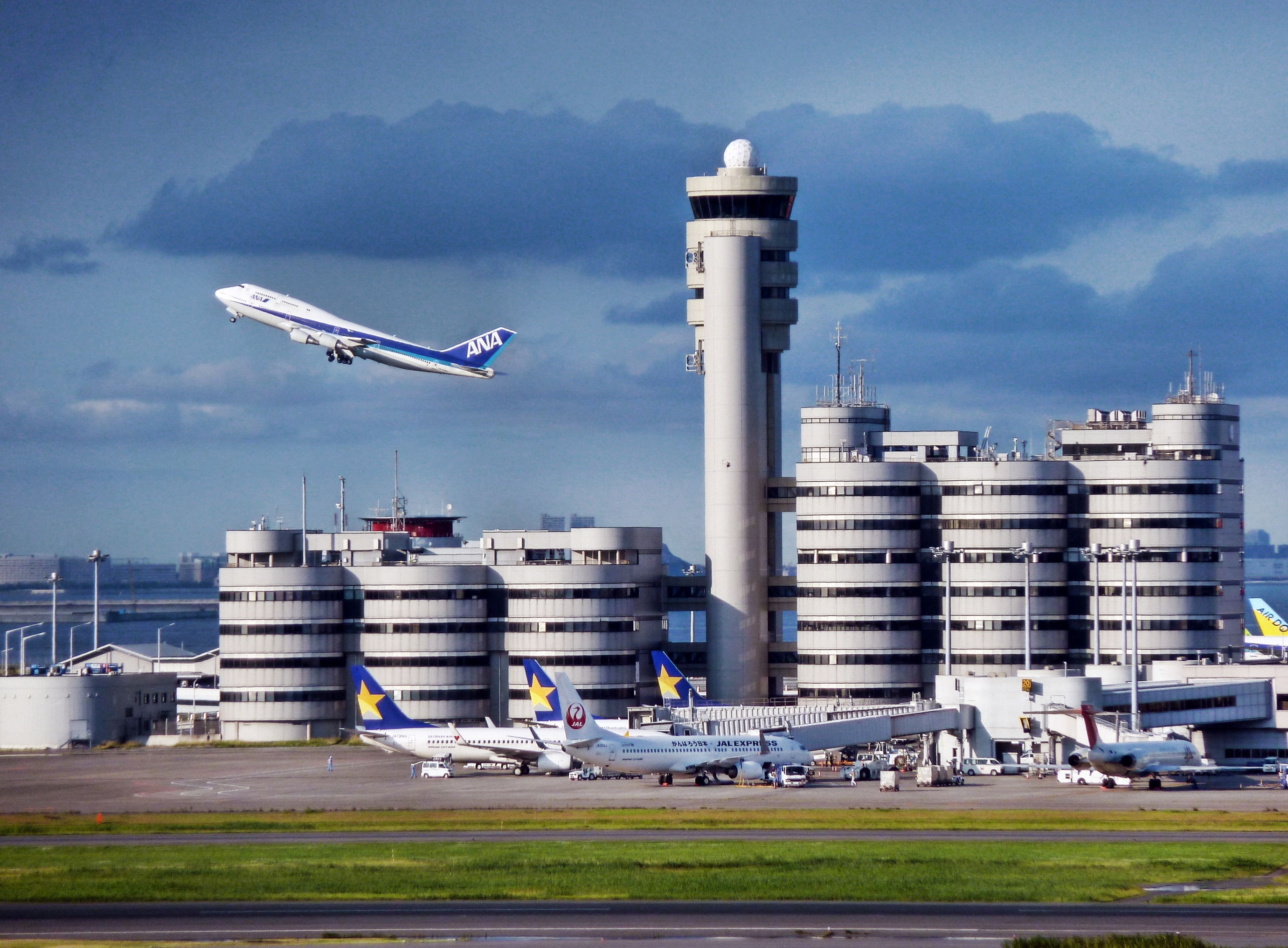
Терминал 1, вид с обзорной площадки Международного Терминала

В аэропорту Ханэда три терминала. Главные терминалы, 1 и 2, связаны подземным пешеходным переходом; бесплатный автобус курсирует между главными терминалами и маленьким Международным терминалом каждые пять минут.
Аэропорт Ханэда открыт 24 часа. Два главных пассажирских терминала открыты с 5 часов утра до 23:30. Терминалы могут перейти на 24-часовую работу с начала ночных рейсов StarFlyer и ранних утренних рейсов в аэропорт Китакюсю.
Все три терминала управляются частной компанией Japan Airport Terminal Co., Ltd. (яп. 日本空港ビルディング株式会社 Нихон ку:ко: бирудингу габусикигайся). Остальная инфраструктура аэропорта управляется японскими властями. В общей сложности в аэропорту 46 телетрапа.

### Терминал 1

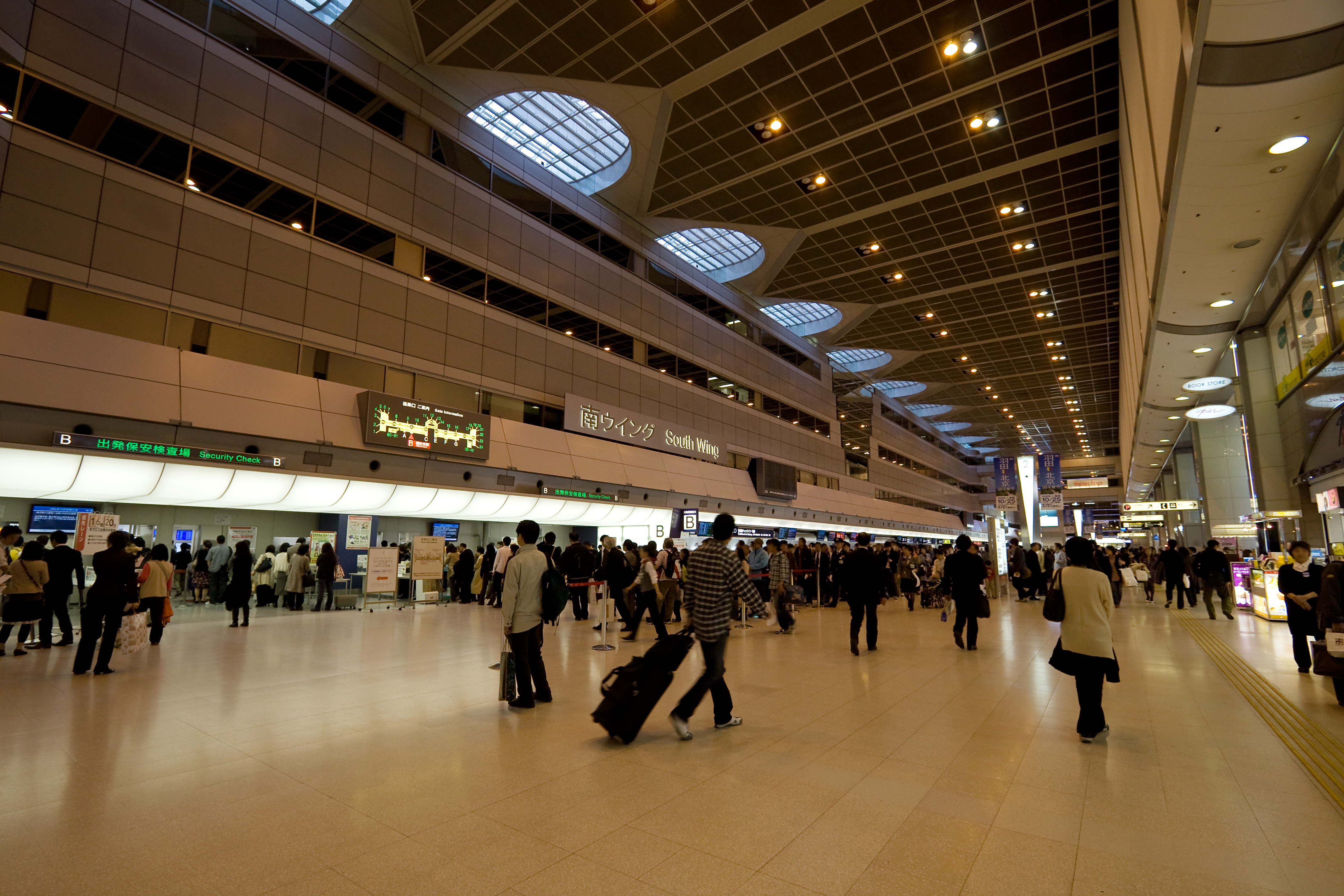
Терминал 1

Терминал 1, носящий название «Большая птица», был открыт в 1993 году, он заменил меньший терминальный комплекс 1970 года постройки. В здании терминала расположены шестиэтажный ресторан и торговая зона в центральной части, а также большая смотровая площадка на крыше.
- Japan Airlines (Акита, Амами-Осима, Аомори, Асахикава, Фукуока, Хакодатэ, Хиросима, Ицумо, Кагосима, Китакюсю, Кобэ, Коти, Комацу, Кумамото, Кусиро, Мацуяма, Мэмамбэцу, Мисава, Миядзаки, Нагасаки, Наха, Нанки-Сирахама, Оита, Окаяма, Осака-Итами, Осака-Кансай, Саппоро-Титосэ, Такамацу, Токати-Обихиро, Токусима, Ямагата, Ямагути-Убэ)
- Japan Transocean Air (Исигаки, Кумэдзима, Мияко, Наха)
- Skymark Airlines (Фукуока, Кобэ, Наха, Саппоро-титосэ)
- StarFlyer (Китакюсю, Осака-Кансай)

### Терминал 2

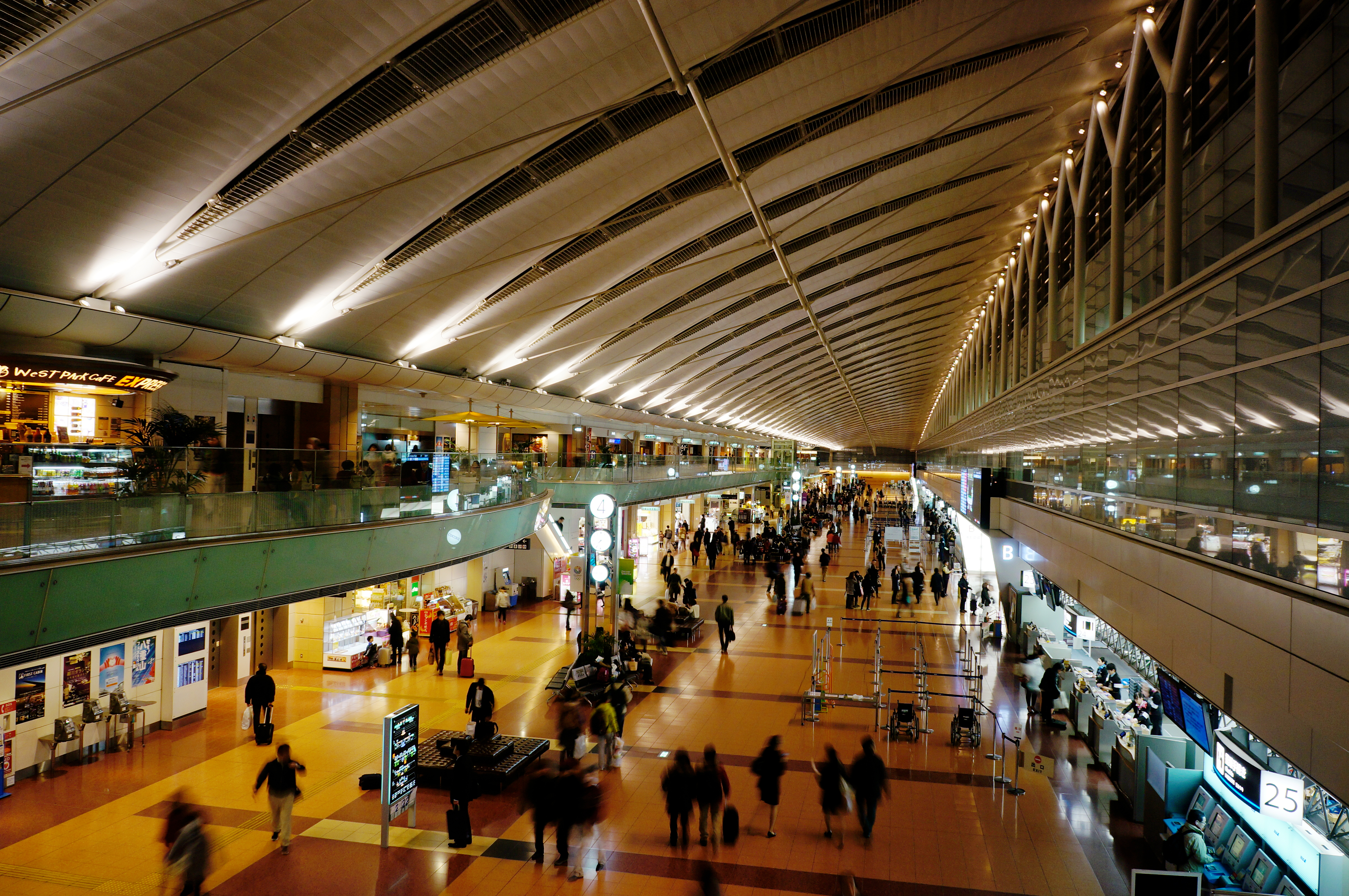
Терминал 2

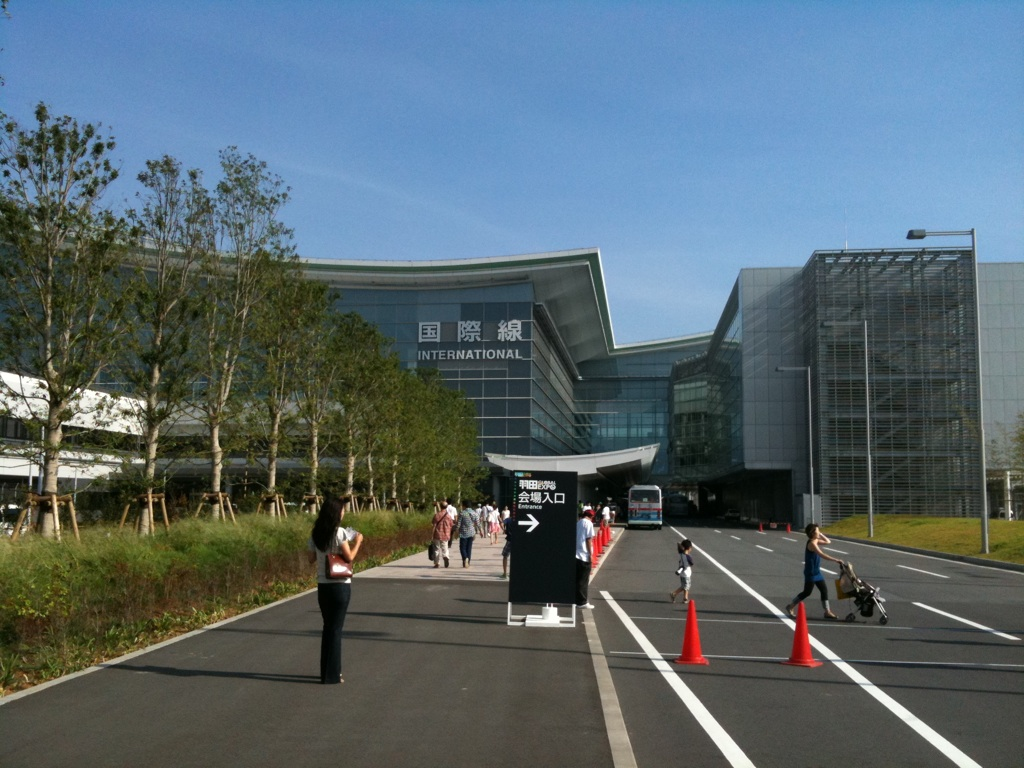
Международный Терминал

Терминал 2 был открыт 1 декабря 2004 года. В нём есть открытый ресторан на крыше, шестиэтажная торговая зона с магазинами и ресторанами, а также отель Haneda Excel Tokyu Hotel на 387 номеров. В терминале есть три стеклянных лифта, два из них с внешней стороны здания.
- Hokkaido International Airlines (Асахикава, Хакодатэ, Мэмамбэцу, Саппоро-Титосэ)
- All Nippon Airways (Акита, Фукуока, Хатидзёдзима, Хакодатэ, Хиросима, Исигаки, Ивами, Кагосима, Кобэ, Коти, Комацу, Кумамото, Кусиро, Мацуяма, Миякисима, Миядзаки, Момбэцу, Нагасаки, Наха, Немуро-Накасибэцу, Ното, Одатэ-Носиро, Окаяма, Оита, Осака-Итами, Осака-Кансай, Осима, Сага, Саппоро-Титосэ, Сёнъэй, Такамацу, Тоттори, Тояма, Вакканай, Ямагути-Убэ, Ёнаго)
- Skynet Asia Airways (Кагосима, Кумамото, Миядзаки, Нагасаки)

### Международный Терминал
Международный терминал Ханэда в настоящее время оперирует чартерными рейсами, так как все регулярные международные рейсы должны осуществляться через аэропорт Нарита. Тем не менее, ежедневно осуществляются «регулярные чартерные» рейсы между Ханэда и центральными аэропортами других азиатских аэропортов — Сеула (Гимпо), Шанхая (Хунцяо) и Гонконга (Чек Лап Кок) — эти рейсы осуществляются поздно вечером и рано утром, когда аэропорт Нарита закрыт.
В декабре 2007 года Япония и Китайская Народная Республика достигли базового соглашения об открытии чартерных рейсов между аэропортами Ханэда и пекинским аэропортом Наньюань. Однако в связи с трудностями, возникшими в переговорах с военными операторами в Наньюань, первые чартерные рейсы начались только в августе 2008 года (к началу Олимпиады), и они были направлены в Международный аэропорт Пекин Столичный.

### Грузовые мощности
Ханэда является третьим по размерам грузовым хабом после аэропортов Нарита и Кансай. Аэропорт находится рядом с Токийским грузовым терминалом, главной железнодорожной станцией, обслуживающей грузоперевозки в центральном Токио.
Регулярные грузовые маршруты из Ханэда:
- All Nippon Airways (Осака-Кансай, Сага, Саппоро-Титосэ)
- Galaxy Airlines (Китакюсю, Наха, Саппоро-Титосэ)

### Прочая инфраструктура
Аэропорт Ханэда имеет специальный VIP терминал и два стояночных места для частных самолётов. Эта площадка часто используется главами иностранных государств, посещающих Японию, а также самолётом ВВС Японии № 1 и самолётов других должностных лиц правительства. (Нарита также регулярно используется для таких рейсов несмотря на его значительное удаление от центрального Токио.) Полиция Токио исторически обеспечивает усиленные меры безопасности со времени, когда Ханэда стал использоваться для визитов должностных лиц государств.
Подразделение Береговой охраны Японии имеет базу в аэропорту Ханэда, где находятся её подразделения и техника.

## Транспорт

### Железная дорога

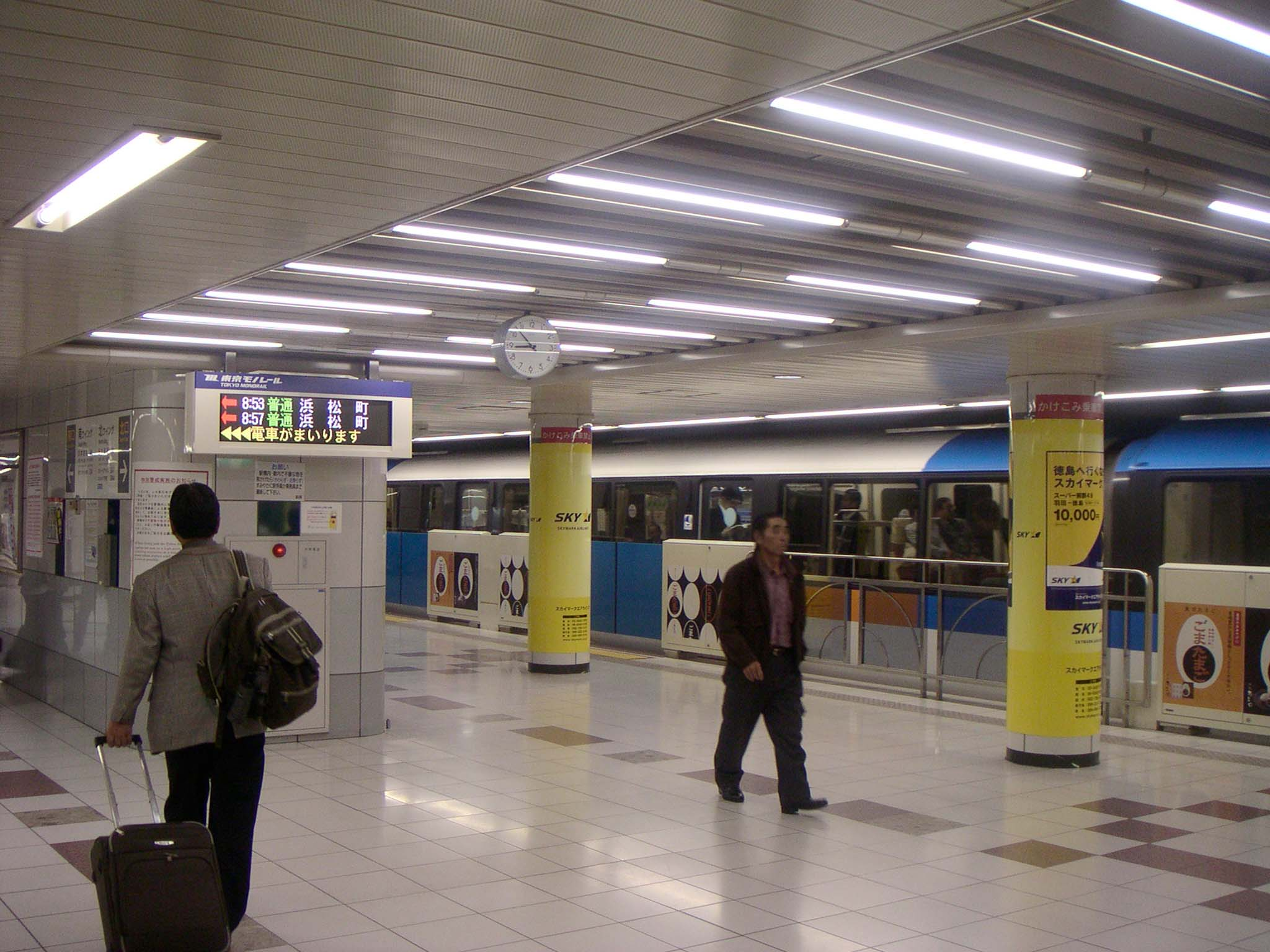
Станция токийского монорельса в Терминале 1.

В аэропорту Ханэда находятся станции Железной дороги Кэйхин Кэйку и Токийского монорельса. У монорельса есть две станции, по одной в каждом терминале; Кэйку обслуживает станция между терминалами. Имеется возможность попасть на линию Асакуса через станцию Тэнкубаси на Сэнгакудзи.
Поезда Кэйку идут до станций Синагава (19 мин, 400 иен) и Иокогама (27 мин, 470 иен), и существует пересадка на линию Тоэй Асакуса, поезда которой делают несколько остановок в восточном Токио. Некоторые поезда Кэйку идут с пересадкой на линию Кэйсэй Осиагэ и главную линию Кэйсэй, давая возможность достигнуть аэропорта Нарита поездом. Переезд в Нариту поездом занимает около 2 часов и стоит 1 560 иен.
Токийский монорельс идёт к станции Хамамацутё (470 иен), где пассажиры могут пересесть на станции Яманотэ, чтобы достигнуть других мест Токио, а также даёт возможность попасть в аэропорт Нарита с помощью Narita Express.